# Чемпионат Пакистана по футболу
Премье́р-ли́га Пакиста́на (урду پاکستان پریمیئر لیگ‎; англ. Pakistan Premier League) — высшая по уровню в системе футбольных лиг Пакистана футбольная лига. Пакистанская премьер-лига с момента своего основания в 2004 году проходит по системе «осень—весна». Является преемником «Футбольного чемпионата Пакистана», который проводился с 1948 года по 2003 год.
В пакистанской Премьер-лиге принимают участие 16 команд. В общей сложности играется 240 матчей (по 30 у каждой из команд). Две худшие команды по итогам сезона вылетают в Лигу Федерации футбола Пакистана, а оттуда — две лучшие команды заменят вылетевших. Пакистанская премьер-лига организуется и управляется Федерацией футбола Пакистана.

## История
Чемпионат Пакистана по футболу начал проводиться под названием «Футбольный чемпионат Пакистана», с 1948 года, то есть через год после создания государства Пакистан в результате раздела Британской Индии. На чемпионате участвовали различные клуба из городов и вилаятов (провинций) страны. Первым победителем чемпионата стала команда «Синд Рэд».
С 1947 года по 1971 год нынешнее государство Бангладеш являлось частью (провинцией) Пакистана, и именовалось Восточным Пакистаном. Четыре раза клубы оттуда становились победителями чемпионата Пакистана: в сезонах 1960 («Ист Пакистан»), 1961, 1962 («Дакка») и 1970 («Читтагонг») годов.
«Футбольный чемпионат Пакистана» проводился до 2003 года, в основном в кубковом формате, а не в формате лиги. В том году, в пакистанском футболе и в Федерации футбола Пакистана произошли резкие изменения и реформы, поддерживаемые со стороны ФИФА. Были построены футбольные академии, реконструированы стадионы и инфраструктура, построено новое здание ФФП в Лахоре. Тогда же было объявлено о создании совершенно новой футбольной лиги — «Премьер-лиги Пакистана», которая заменила «Футбольный чемпионат Пакистана», а также «Дивизион А футбольной национальной лиги».
Второй по уровню футбольной лигой в Пакистане является «Лига Федерации футбола Пакистана», которая до 2006 года называлась «Дивизионом Б футбольной национальной лиги». Далее следует «Национальный клубный чемпионат Пакистана», который ранее назывался «Дивизионом С». После него следует «Дивизион Д», который известен под названием «Футбольная лига Карачи».
В сезоне 2004/2005 в лиге участвовали 16 клубов. В сезонах 2005/2006 и 2006/2007 — 12, в сезонах 2007/2008, 2008/2009 и 2009/2010 — 14, в сезонах 2010/2011, 2011/2012, 2012/2013 и 2013/2014 — 16, в сезоне 2014/2015 — участвовали 12 команд. С сезона 2018/2019, снова участвуют 16 клубов. Две самые последние команды по итогам сезона вылетают в Лигу Федерации футбола Пакистана, а две лучшие команды с этой лиги попадают в премьер-лигу Пакистана.
В пакистанской Премьер-лиге большинство составляют различные клубы, принадлежащие организациям, ведомствам и компаниям, как государственным, так и частным. Количество легионеров (иностранных футболистов) в пакистанской Премьер-лиге, и вообще в чемпионате Пакистана очень маленькое. Из иностранцев, в этом чемпионате играют в основном небольшое количество легионеров из Афганистана, Индии, стран Южной Азии и Африки.

## Рейтинг клубных соревнований АФК
Начиная с введения рейтинга национальных лиг стран-членов АФК в 2014 году, пакистанская Премьер-лига всегда находится на одном из последних мест среди 46 национальных чемпионатов АФК. Рейтинг является суммой коэффициентов за 4 последних сезона, и у пакистанского чемпионата по состоянию на 2022 год никогда не поднимался выше 0,2 очка (при этом рейтинг лидирующих чемпионатов может превышать 70). Из-за этого чемпионы лиги никогда не участвовали в Лиге Чемпионов АФК, а играют в Кубке АФК, начиная с первого квалификационного раунда.

## Международные турниры
Футбольные клубы Пакистана, как и футбольные клубы остальных стран-членов АФК, представляют свою страну на международных турнирах проводимых под эгидой АФК. В соответствии с приведенной выше таблицей национальных лиг АФК, с 2019 года для Пакистана выделена только одна квота для участия на турнирах АФК, а точнее, для участия в Кубке АФК (азиатский аналог Лиги Европы УЕФА). Таким образом, чемпион пакистанской премьер-лиги получает право участвовать с первого квалификационного (отборочного) раунда Кубка АФК. Если клуб выиграет матч, переходит во второй квалификационный раунд, и при победе продолжит свое участие. Если же проиграет, то заканчивает свое участие.
Из-за не проведения сезонов 2015/2016, 2016/2017 и 2017/2018 пакистанской Премьер-лиги, пакистанские клубы не участвовали в азиатских клубных турнирах, и соответственно чемпионат страны опустился на последнее место в таблице АФК. Участие пакистанских клубов в Кубке АФК возможно лишь с 2019 года. До этого, пакистанский клуб участвовал в Кубке АФК один раз — в 2016 году (вылетел еще в квалификационном раунде).
До этого, с 2005 года по  2014 год, футбольные клубы Пакистана участвовали в Кубке президента АФК, который до своего упразднения в 2014 году являлся третьим по престижу международным клубным турниром в АФК, и там участвовали наименее развитые национальные чемпионаты стран АФК. Матчи Кубка президента АФК 2007 года полностью проводились в Пакистане. Лишь один раз, в сезоне 2013 года пакистанский клуб («КРЛ») дошёл до финала данного турнира, где проиграл туркменскому «Балкану» со счётом 1:0. Кроме того, в сезоне 2009 года другой пакистанский клуб — «ВАПДА» дошел до полуфинала данного турнира. В остальные сезоны пакистанские клубы останавливались в стадиях плей-офф, или уже в групповом этапе.
Футбольные клубы Пакистана также в разные годы участвовали и участвуют в неофициальных международных турнирах, и иногда становятся их призерами. Ярким примером является Клубный чемпионат Федерации футбола Южной Азии.

## Победители и призёры
| Сезон                          | Чемпион                      | 2-е место                    | 3-е место                    |
| ------------------------------ | ---------------------------- | ---------------------------- | ---------------------------- |
| Футбольный чемпионат Пакистана |                              |                              |                              |
| 1948                           | «Синд Рэд»                   | «Синд Блю»                   |                              |
| 1949                           | Чемпионат не проводился      |                              |                              |
| 1950                           | «Белуджистан Рэд»            | «Синд»                       |                              |
| 1951                           | Чемпионат не проводился      |                              |                              |
| 1952                           | «Панджаб»                    | «НВФП»                       |                              |
| 1953                           | «Панджаб»                    | «НВФП Блю»                   |                              |
| 1954                           | «Панджаб Блю»                | «Рэйлвэйз»                   |                              |
| 1955                           | «Панджаб»                    | «НВФП»                       |                              |
| 1956                           | «Белуджистан»                | «Рэйлвэй Уайт»               |                              |
| 1957                           | «Панджаб»                    | «Ист Пакистан Уайт»          |                              |
| 1958                           | «Панджаб Блю»                | «Рэйлвэйз»                   |                              |
| 1959                           | «Белуджистан»                | «Ист Пакистан»               |                              |
| 1960                           | «Ист Пакистан»               | «Карачи Уайт»                |                              |
| 1961/1962                      | «Дакка»                      | «Карачи Блю»                 |                              |
| 1962                           | «Дакка»                      | «Карачи»                     |                              |
| 1963                           | «Карачи»                     | «Рэйлвэйз»                   |                              |
| 1964/1965                      | «Карачи»                     | «Рэйлвэйз»                   |                              |
| 1966                           | «Карачи»                     | «Рэйлвэйз»                   |                              |
| 1967                           | Чемпионат не проводился      |                              |                              |
| 1968                           | «Пешавар»                    | «Лахор»                      |                              |
| 1969                           | «Рэйлвэйз»                   | «Карачи»                     |                              |
| 1969/1970                      | «Читтагонг»                  | «Пешавар»                    |                              |
| 1971                           | «ПИА»                        | «Карачи»                     |                              |
| 1972                           | «ПИА»                        | «Пешавар Уайт»               |                              |
| 1973                           | «Карачи Йеллоу»              | «Равалпинди»                 |                              |
| 1974                           | Чемпионат не проводился      |                              |                              |
| 1975 (1)                       | «ПИА»                        | «Панджаб Эй»                 |                              |
| 1975 (2)                       | Синд Рэд                     | «Белуджистан Рэд»            |                              |
| 1976                           | «ПИА»                        | «Рэйлвэйз»                   |                              |
| 1977                           | Чемпионат не проводился      |                              |                              |
| 1978                           | «ПИА»                        | «Синд Рэд»                   |                              |
| 1979                           | «Карачи Рэд»                 | «ПИА»                        |                              |
| 1980                           | «Карачи Рэд»                 | «Арми»                       |                              |
| 1981                           | «ПИА»                        | «ПАФ»                        |                              |
| 1982                           | «ХБЛ»                        | «Рэйлвэйз»                   |                              |
| 1983                           | «ВАПДА»                      | «ХБЛ»                        |                              |
| 1984                           | «Рэйлвэйз»                   | «ВАПДА»                      |                              |
| 1985                           | «Кветта»                     | «ПИА»                        |                              |
| 1986                           | «ПАФ»                        | «ПИА»                        |                              |
| 1987                           | «КТМ»                        | «КПТ»                        |                              |
| 1988                           | Чемпионат не проводился      |                              |                              |
| 1989 (1)                       | «Панджаб Рэд»                | «Рэйлвэйз»                   |                              |
| 1989 (2)                       | «ПИА»                        | «СГП»                        |                              |
| 1990                           | «Панджаб Рэд»                | «ПИА»                        |                              |
| 1991                           | «ВАПДА»                      | «ХБЛ»                        |                              |
| 1992/1993                      | «ПИА»                        | «Арми»                       |                              |
| 1993/1994                      | «Арми»                       | «ВАПДА»                      |                              |
| 1994                           | «КТМ»                        | «ВАПДА»                      |                              |
| 1995                           | «Арми»                       | «АБЛ»                        |                              |
| 1996                           | Чемпионат не проводился      |                              |                              |
| 1997 (1)                       | «АБЛ»                        | «ПИА»                        |                              |
| 1997 (2)                       | «АБЛ»                        | «Пакистан Нэви»              |                              |
| 1998                           | Чемпионат не проводился      |                              |                              |
| 1999                           | «АБЛ»                        | «Пакистан Нэви»              |                              |
| 2000                           | «АБЛ»                        | «ХБЛ»                        |                              |
| 2001                           | «ВАПДА»                      | «КРЛ»                        |                              |
| 2002                           | Чемпионат не проводился      |                              |                              |
| 2003                           | «ВАПДА»                      | «Пакистан Арми»              |                              |
| Премьер-лига Пакистана         |                              |                              |                              |
| 2004/2005                      | «ВАПДА» (Лахор)              | «Пакистан Арми» (Равалпинди) | «КРЛ» (Равалпинди)           |
| 2005/2006                      | «Пакистан Арми» (Равалпинди) | «ВАПДА» (Лахор)              | «КРЛ» (Равалпинди)           |
| 2006/2007                      | «Пакистан Арми» (Равалпинди) | «ВАПДА» (Лахор)              | «КРЛ» (Равалпинди)           |
| 2007/2008                      | «ВАПДА» (Лахор)              | «Пакистан Арми» (Равалпинди) | «КРЛ» (Равалпинди)           |
| 2008/2009                      | «ВАПДА» (Лахор)              | «Пакистан Арми» (Равалпинди) | «КРЛ» (Равалпинди)           |
| 2009/2010                      | «КРЛ» (Равалпинди)           | «Пакистан Арми» (Равалпинди) | «ВАПДА» (Лахор)              |
| 2010/2011                      | «ВАПДА» (Лахор)              | «КРЛ» (Равалпинди)           | «ПИА» (Карачи)               |
| 2011/2012                      | «КРЛ» (Равалпинди)           | «Афган» (Чаман)              | «Пакистан Арми» (Равалпинди) |
| 2012/2013                      | «КРЛ» (Равалпинди)           | «К-Электрик» (Карачи)        | «Муслим» (Кветта)            |
| 2013/2014                      | «КРЛ» (Равалпинди)           | «К-Электрик» (Карачи)        | «ВАПДА» (Лахор)              |
| 2014/2015                      | «К-Электрик» (Карачи)        | «Пакистан Арми» (Равалпинди) | «ПАФ» (Исламабад)            |
| 2015/2016                      | Чемпионат не проводился      |                              |                              |
| 2016/2017                      | Чемпионат не проводился      |                              |                              |
| 2017/2018                      | Чемпионат не проводился      |                              |                              |
| 2018/2019                      | «КРЛ» (Равалпинди)           | «ПАФ» (Исламабад)            | «ССГ» (Карачи)               |

## Лучшие бомбардиры
| Сезон     | Игрок           | Клуб            | Голы |
| --------- | --------------- | --------------- | ---- |
| 2004/2005 | Ариф Махмуд     | «ВАПДА»         | 20   |
| 2005/2006 | Имран Хусайн    | «Пакистан Арми» | 21   |
| 2006/2007 | Ариф Махмуд     | «ВАПДА»         | 19   |
| 2007/2008 | Ариф Махмуд     | «ВАПДА»         | 21   |
| 2008/2009 | Мухаммад Расул  | «КРЛ»           | 22   |
| 2009/2010 | Ариф Махмуд     | «ВАПДА»         | 20   |
| 2010/2011 | Ариф Махмуд     | «ВАПДА»         | 21   |
| 2011/2012 | Джадид Хан      | «Афган»         | 22   |
| 2012/2013 | Калимулла Хан   | «КРЛ»           | 23   |
| 2013/2014 | Мухаммад Карачи | «КПТ»           | 20   |
| 2014/2015 | Мухаммад Расул  | «К-Электрик»    | 22   |
| 2018/2019 | Ансар Аббас     | «Пакистан Арми» | 15   |

## Освещение и медиа
Футбол заметно уступает по популярности другим видам спорта в Пакистане. Например, в стране «спортом №1» является крикет, далее следует хоккей на траве. Матчи пакистанской Премьер-лиги по футболу транслируют два популярных пакистанских телеканалов — PTV Sports и Geo Super. Также чемпионат Пакистана освещают местные спортивные и футбольные СМИ.